# Paco Pérez Ramos
Francisco «Paco» Pérez Ramos (Madrid, 1955) és un polític i presentador de televisió espanyol, regidor de l'Ajuntament de Madrid des de 2015.
Va néixer el 1955 a Madrid. El 1993 va ser un dels fundadors de Tele K, cadena de televisió comunitària de la qual ha estat presentador i director. Va ser també director de l'Escola Audiovisual de Vallecas i va ser membre de la Confraria Marinera de Vallekas i de l'Ateneu Republicà de Vallekas. Antic militant del Partit Comunista d'Espanya (PCE) i de Comissions Obreres (CCOO), i vinculat als moviments veïnals associatius a Vallecas, va ser inclòs al número 16 de la llista d'Ara Madrid per a les eleccions municipals de maig de 2015 a Madrid encapçalada per Manuela Carmena.
Elegit regidor, després de la investidura com a alcaldessa de Manuela Carmena el 13 de juny de 2015, Pérez va ser nomenat regidor-president dels districtes de Villa de Vallecas i de Puente de Vallecas. Membre de Podem i adscrit originalment al sector pablista de la formació, al novembre de 2018 va ser no obstant això suspès de militància en Podem al costat dels regidors del grup municipal d'Ara Madrid Rita Maestre, Esther Gómez, Jorge García Castaño, José Manuel Calvo i Marta Gómez després de negar-se a concórrer a les primàries internes de Podem per a determinar els membres del partit que després s'integrarien a la llista anunciada de la plataforma Més Madrid que lideraria Manuela Carmena de cara a les eleccions municipals de maig de 2019. Després de la ruptura entre Podem i Més Madrid, va ser inclòs al número 11 de la llista de Més Madrid per a les municipals i va renovar la seva acta de regidor.

## Obres
- Pérez, Paco. Panorama bajo el puente.  Desacorde Ediciones, 2018.[10]